# 吳潛
吳潛（1195年—1262年），字毅夫，號履齋，寧國（今屬安徽）人，南宋官員。

## 生平
祖籍平江府（姑苏三让乡梅里村），平江吴氏十八世孙，高祖吳奭(妻余氏)，曾祖吳洙，祖吳丕承(妻劉氏)，吳柔胜(妻沈氏)第四子。吳淵之弟。
庆元元年（1195）夏五月初四日，吴潜出生于安吉州新市镇（今德清县新市镇）。嘉定七年（1214），与兄吴渊一起师从邹斌。寧宗嘉定十年（1217年）丁丑科状元。初授鎮東軍節度簽判，不久改廣德軍。寶慶二年（1226年）十一月，丁父憂期滿，起任秘書省正字，負責典司圖籍。紹定元年（1228年），升任校書郎。紹定二年（1229年）通判嘉興府。轉任朝散郎。同年，升任知平江府。紹定四年（1231年），升尚右郎官，臨安（今杭州）大火，向丞相史彌遠提出“格君心，節奏給，賑恤都民”。改任吏部員外郎。紹定五年（1232年），遷淮西總領。绍定六年（1233年）十二月，任太府卿，以淮西總領兼沿江制置使並知建康府。端平元年（1234年）因上陳九事，以直论忤时相被罢奉祠。改秘阁修撰，九月，权江西转运副使兼知隆兴府（今江西南昌），主管江西安抚司。擢太常少卿，知鎮江府事。本年蒙古军三路南侵。端平三年（1236年），知太平州（今安徽當塗縣），吴潜五次辞却，朝廷不許。嘉熙元年（1237年）正月，代理兵部侍郎併兼檢正。嘉熙二年（1238年），因與兩浙轉運判官王野爭論利害，授寶謨閣待制，提舉太平興國宮，後改任玉隆萬壽宮。六月，知太平州。八月二十四日，代理戶部侍郎，知鎮江府。嘉熙三年（1239年），任兵部尚書、浙西制置使、知鎮江府。淳祐元年（1241年）夏五月九日，转中奉大夫，試工部尚书兼吏部尚书。淳祐九年（1249年），迁知绍兴府，兼浙东安抚使，同年晋升序知政事。淳祐十一年（1251年）入京為參知政事，授右丞相兼枢密使。寶祐四年（1256年），为沿海制置使。開慶元年（1259年），元兵南侵攻鄂州（今湖北武昌），朝廷命吳潛復職，他集調各路軍隊，命令贾似道把鄂州防务交给曹世雄負責，又命贾似道移防鄂州下游军事要冲黄州（今湖北黄冈），賈似道认定这是吴潜在陷害他。贾似道见鄂州危急，乃密遣宋京至蒙古军营称臣求和。當时忽必烈得知蒙哥死讯，为争汗位，急待撤兵北上，遂允似道之请。元兵遂退。吳潛以功封慶國公，改封許國公。
理宗欲立忠王為太子，徵求吳潜的意見，吳潜回奏說: “臣無彌遠之才，忠王無陛下之福。”景定元年（1260年）因忤逆賈似道，謫建昌軍，不久改徙潮州，再竄謫循州（今廣東龍川），遙令武人劉宗申監守。景定三年（1262年）正月，“诏吴潜党人，永不录用”。景定三年（1262年）五月十二日暴卒於循州，一說贾似道指派劉宗申暗中投毒致死，“循人闻之，咨嗟悲恸”。安葬在惠州嘉祐寺南坡。德祐元年（1275年），追复原官，次年，赠少师。著有《許國公奏議》四卷。梅鼎祚輯其遺文《履齋遺稿》四卷。

## 家庭
吳潛家族世系:太伯、仲雍七十九世孫吳竦(平江人,隱居潛州)-吳璘-吳嵩-吳敬忠-吳景和-吳君寵-吳仁壽(938年-1002年)(南容州水陸轉運使,遷居寧國,妻皇甫氏生三子吳佐字孟修、吳仲儼(居雲梯)、吳季侃(居平江))-吳佐(字孟修,居白馬山,妻沈氏生三子吳達道、吳居仁、吳由義)-吳達道(字國英,有二子吳宮府、吳縣尉)-吳宮府(有五子吳安謙、吳安讓、吳安復、吳安諒(校書郎)、吳安禮)-吳安禮(有二子吳彌遠、吳彌高)-吳彌遠(有六子吳昇、吳昶、吳旭、吳章、吳商、吳高)-吳高(字子遜,妻杜氏生四子吳承(字好問,妻葛氏)、吳定(字能問,妻包氏)、吳輿(字待問,妻姜氏)、吳奭)-吳奭(吳潛高祖父,字知問,妻余氏生三子吳淑(字叔儀)、吳洙、吳淇(字叔淵,妻魏氏生二子吳衢、吳衛))-吳洙(吳潛曾祖父,太師、滕國公,有三子吳丕應、吳丕承、吳丕顯)-吳丕承(吳潛祖父,太師、越國公,妻劉氏(劉絳之女)生二子柔立(解元、太師、魏國公)、吳柔勝)-吳柔勝(1154年-1224年)(吳潛之父,諡號正肅,字勝之,妻沈氏(?-1196年)(魯國夫人)生四子吳源(早亡)、吳泳(早亡)、吳淵、吳潛,繼室臧氏(?-1244年)(楚國夫人))-吳潛(妻平氏(?-1223年)(衛國夫人)是溧水世家。有三子吳璞(1216年-1296年)(字禹珉,號覺軒,妻趙氏,生二子寶謙、寶禮)、吳琳(1221年-?)(字禹玉,號存吾,妻劉氏,生二子寶儒、寶傳及一女)、吳玠(1223年-?)(字禹珪,妻杜氏,生二子寶親、寶聚)及一女(嫁吏部尚書奚季虎))。
在福建、江西、廣東、浙江等地都有吳氏家族的族譜宣稱自己是吳潛後代。

## 墓葬及紀念
在福建泉州南安東田一帶有吳潛墓,據說是其後人將其遷葬至泉州,因其呈也字形,又稱也字墓 。
另外在泉州鯉城的東觀西台吳氏大宗祠亦有紀念吳潛而立的「狀元宰相」一匾。

## 延伸阅读
[在维基数据编辑]
 《宋史·卷418》，出自脱脱《宋史》